# Stardust (2020)
Stardust é um filme biográfico de 2020 sobre o cantor e compositor inglês David Bowie e seu alter-ego Ziggy Stardust. Estava programado para estrear no Tribeca Film Festival em abril de 2020, mas o festival foi cancelado devido à pandemia COVID-19. Em vez disso, o filme estreou em 16 de outubro de 2020, no Festival Internacional de Cinema de San Diego. Em agosto de 2020, a IFC Films adquiriu os direitos de distribuição nos Estados Unidos. No Brasil, foi lançado pela California Filmes em 2021.

## Sinopse
O filme gira em torno da primeira turnê de Bowie nos Estados Unidos em 1971 e sua criação do personagem Ziggy Stardust após esta visita, ao mesmo tempo que mostra as origens de Bowie.

## Elenco
- Johnny Flynn - David Bowie
- Marc Maron - Ron Oberman
- Jena Malone - Angie Bowie
- Derek Moran - Terry Jones
- Anthony Flanagan - Dr. Reynolds
- Julian Richings - Tony DeFries
- Aaron Poole - Mick Ronson
- James Cade - Marc Bolan
- Jeremy Legat - Woody Woodmansey
- Monica Parker - Senhora Oberman
- Roanna Cocharne - Charlotte Banks
- Jorja Cadence - June Bolan
- Annie Briggs - Jeanie Richardson
- Ryan Blakley - Tom Classon

## Recepção
De acordo com o agregador de críticas Metacritic, que obteve uma amostra de 19 análises e calculou uma média ponderada de 35 em 100, Stardust recebeu "análises geralmente desfavoráveis".